# جاسم غضبان‌پور
جاسم غضبان‌پور (خرمشهر-۱۳۴۲) عکاس ایرانی است.

## زندگی حرفه‌ای
جاسم غضبان‌پور از سال ۱۳۵۵ کار خود را با عکاسی مستند اجتماعی شروع و از همان ابتدا تلاش در ثبت اوضاع و احوال مردم زادگاهش کرد. او فعالیت خود را با عکاسی از وقایع انقلاب اسلامی ادامه داد. بعدها با شروع حمله عراق به ایران عکاسی از جنگ را آغاز کرد و تا پایان جنگ به عنوان عکاس در جبهه‌ها فعالانه حاضر بود.عکاسی از خرمشهر بعد از بازپس‌گیری آن از نیروهای بعثی عراقی و عکاسی از تهران و وقایع مربوط به دوره موشک‌باران (سال ۱۳۶۷) را می‌توان به عنوان فعالیت‌های شاخص او در دهه ۱۳۶۰ شمسی دانست.
غضبان‌پور فارغ‌التحصیل رشته عکاسی از دانشگاه هنر (۱۳۶۶–۱۳۶۲) است. پس از آن در سال ۱۳۷۰ «انتشارات تیس» را تأسیس کرد.

پس از اتمام جنگ به عکاسی از وجوه فرهنگی و هنری ایران در تمام ابعاد ممکن پرداخت و جلوه‌ای نوین از ایران را در آثار خود به نمایش گذاشت. وی تا امروز علاوه بر چاپ چندین جلد کتاب در زمینه جنگ، قریب به چهل جلد کتاب در زمینه ایران‌شناسی دارد.

از بنام‌ترین آثار منتشر شدهٔ او می‌توان به:

«از آسمان ایران» شامل عکس‌های هوایی ـ عکس‌برداری شده با بالگرد ـ از تمام کشور،

«زندگی جدید کالبد قدیم» ـ دوره سه جلدی ـ با موضوع معماری کهن و ارزشمند ایران،

«خانه ایرانی» که سال‌هاست به عنوان مرجع مورد استفاده دانشجویان معماری است،

«شکوه ایران: ایران پیش از اسلام، ایران دوران اسلامی و ایران امروز» ـ مجموعه سه جلدی که توسط ناشری انگلیسی چاپ و منتشر شده‌است ـ اشاره کرد.

علاوه بر چاپ و نشر کتاب‌های فوق عکس‌های او طی سی سال اخیر در نشریات گوناگون داخلی و خارجی چاپ شده‌اند. برگزاری نمایشگاه‌های متعدد انفرادی و جمعی نیز، در کارنامه غضبان‌پور قرار دارد.

## کارهای چاپ‌شده
- زندگی جدید ـ کالبد قدیم، منتخب ابنیه با ارزش ایران همراه با نقشه‌های آنها (جلد ۱)، وزارت مسکن و شهرسازی، ۱۳۷۱
- زندگی جدید ـ کالبد قدیم، منتخب ابنیه با ارزش ایران همراه با نقشه‌های آنها (جلد ۲)، وزارت مسکن و شهرسازی، ۱۳۷۲
- زندگی جدید ـ کالبد قدیم، منتخب ابنیه با ارزش ایران همراه با نقشه‌های آنها (جلد ۳)، وزارت مسکن و شهرسازی، ۱۳۷۲
- گره سازی، کانون پرورش فکری کودکان و نوجوانان، ۱۳۷۲
- کتاب‌خانه ایرانی: معرفی ۵۰ خانه قدیمی با ارزش از ایران همراه با نقشه‌های بناها، سازمان ملی مسکن و زمین، ۱۳۷۵
- آسمان و زمین: تهران ۵۰ روز زیر حملات موشکی، مرکز مطالعات و برنامه‌ریزی شهر تهران (انتشارات دستان)، ۱۳۷۶
- آقا لطفعلی صورتگر شیرازی، سازمان میراث فرهنگی، ۱۳۷۶
- از آسمان ایران، عکس‌های هوایی از شهرهای مختلف ایران، تیس، ۱۳۷۹
- شکوه ایران (مجموعهٔ سه جلدی: ایران پیش از اسلام، ایران دوران اسلامی، ایران معاصر)، بوث کلیبورن، لندن، ۲۰۰۱
- بم، گزارش تصویری از شهر بم قبل و بعد از زلزله، تیس، ۱۳۸۳
- آیین اختیار:گفتاری پیرامون فرهنگ و فلسفه زرتشت، تیس، ۱۳۸۵
- شکوه خوزستان، تیس، ۱۳۸۸
- معماری معاصر ایران: ۷۵ سال تجربه بناهای عمومی، ۱۳۰۰ تا ۱۳۷۵ هجری شمسی (مجموعه دو جلدی)، وزارت مسکن و شهرسازی (نشر پیام سیما)، ۱۳۸۸
- شاهدان شهر:  منتخبی از نقاشیهای دیواری و مجسمه‌های شهر تهران، تیس، ۱۳۸۹
- شهدای فتح خرمشهر و تیپ ۲۲ بدر، تیس، ۱۳۸۹

## کارهای چاپ شده مشترک
- گزارش تصویری حلبچه: گزارش تصویری بمباران شیمیایی حلبچه توسط عکاسان ایرانی، نشر ستاد تبلیغات جنگ، ۱۳۶۷
- جنگ تحمیلی (جلد ۶)، نشر بنیاد حفظ آثار و نشر ارزش‌های دفاع مقدس، ۱۳۶۸
- صنعت نفت ایران، روابط عمومی و ارشاد وزارت نفت، ۱۳۶۹
- طوفان صحرا، منتخب عکس‌های مجلهٔ تایم در جنگ خلیج فارس، تایم، براون لیتل، ۱۹۹۱
- همه با هم: گزارش تصویری از فعالیتهای جهاد سازندگی، وزارت جهاد سازندگی، ۱۳۷۲
- دائرةالمعارف گیلان (مجموعهٔ سه جلدی)، گروه پژوهشگران ایران، ۱۳۷۴
- ایران ـ آب ـ نیرو ـ طبیعت، نیرو چاپ، ۱۳۷۴
- ۲۰ سال عکاسی فیلم در ایران (۱۳۷۸–۱۳۵۸)، موزه سینمای ایران- انتشارات بنیاد سینمایی فارابی، ۱۳۷۹[۴]
- آیینه شهر (مجموعه عکس بازار بزرگ تهران)، مرکز مطالعات و برنامه‌ریزی شهر تهران، ۱۳۷۹
- تهران، آیینه شهر (مجموعه عکس انتخابات در تهران)، مرکز مطالعات و برنامه‌ریزی شهر تهران ۱۳۸۰
- ایران، یک انقلاب در عکاسی. عکاسان ایران در فرانسه (کتاب نمایشگاه)، موزه پاریس، ۲۰۰۱
- زندگی و آثار استاد صنیع‌الملک، مرکز نشر دانشگاهی، ۱۳۸۲
- بم (جلد ۱: بام شکسته بم)، وزارت ارشاد اسلامی- وزارت مسکن و شهرسازی- مؤسسه نشرآوران، ۱۳۸۳
- بم (جلد ۲: بم شهری که بود)، وزارت ارشاد اسلامی- وزارت مسکن و شهرسازی- مؤسسه نشرآوران، ۱۳۸۳
- بم (جلد ۳: جوانه‌های بم)، وزارت ارشاد اسلامی- وزارت مسکن و شهرسازی- مؤسسه نشرآوران، ۱۳۸۳
- باغ ایرانی، حکمت کهن منظر جدید، موزه هنرهای معاصر تهران، ۱۳۸۳
- باغ‌های ایران، نشر پیام، ۱۳۸۵
- جنگ تحمیلی (جلد۷: زن در دفاع مقدس)، نشر بنیاد حفظ آثار و نشر ارزش‌های دفاع مقدس، ۱۳۸۵
- جنگ تحمیلی (جلد۸: خرمشهر)، نشر بنیاد حفظ آثار و نشر ارزش‌های دفاع مقدس، ۱۳۸۷
- جنگ تحمیلی (جلد۹: شهدا)، نشر بنیاد حفظ آثار و نشر ارزش‌های دفاع مقدس، ۱۳۸۹
- شکوه خطاطی و تذهیب قرآن، متن از مارتین لینگز و مقدمه پرنس چارلز، تامس و هادسون، ۲۰۰۵
- شاهدان زمان: معرفی عکاسان زمان جنگ، نشر شاهد، ۱۳۸۷
- ایران مدرن (کتاب نمایشگاه)، ناشر انجمن آسیا و دانشگاه Yale نیویورک، ۲۰۱۳
- ایران: تاریخ ناویراسته ۲۰۱۴–۱۹۶۰ (کتاب نمایشگاه)، موزه هنرهای مدرن پاریس، ۲۰۱۴[۵]

## جوایز و تقدیر نامه‌ها
- تقدیرنامهٔ مریت – فدراسیون بین‌المللی انجمن‌های صلیب سرخ و هلال احمر بخاطر عکس‌های آوارگان جنگی، می ۱۹۹۰
- دیپلم افتخار "اولین نمایشگاه عکاسی مطبوعاتی ایران"، تهران، اسفند ۱۳۶۹
- لوح تقدیر از پنجمین جشنواره ادبی هنری روستا، خرداد ۱۳۷۰
- لوح تقدیر "نخستین همایش بزرگ ادبی هنری حماسه خرمشهر"، تهران، خرداد ۱۳۷۵
- تقدیر از کتاب‌خانه ایرانی در ششمین هفته کتاب، ۱۳۷۷
- تقدیر ویژه در "چهارمین دوره انتخاب بهترین کتاب دفاع مقدس" برای کتاب "آسمان و زمین"، ۱۳۷۸
- لوح تقدیر "دومین جشن فرهنگ جنوب"، اهواز، ۱۳۷۸
- جایزه عکاس فعال ۱۳۸۳–۱۳۸۲ از "خانه عکاسان ایران"
- تقدیر در نمایشگاه عکس "نهمین سالگرد تاسیس خانه عکاسان ایران"، آذر ۱۳۸۳
- لوح تجلیل از عکاسان "روز ملی مقاومت و ایثار و پیروزی"، خرداد ۱۳۸۴
- تقدیر از "دهمین نمایشگاه دو سالانه عکس ایران" و اولین "ماه هنر عکاسی"، آبان ۱۳۸۵
- تقدیر از "بنیاد حفظ آثار و ارزش‌های دفاع مقدس"، خرداد ۱۳۸۵
- جایزه عکاس فعال سال ۱۳۸۵ از "خانه عکاسان ایران"
- لوح سپاس و تقدیر "دومین جشنواره فیلم و عکس اردیبهشت"، اردیبهشت ۱۳۸۶
- تقدیر در بخش جنبی نمایشگاه سراسری عکس "خرمشهر، حماسه مقاومت"، خرداد ۱۳۸۶
- لوح افتخار و گواهی شرکت برای اثر برتر "دومین جشنواره انتخاب برترین‌های پژوهش و نوآوری در حوزهٔ مدیریت شهری"، آذر ۱۳۸۷
- تقدیر برای همکاری با" Photo Expo" در فرهنگستان هنر، ۱۳۸۷
- لوح تقدیر "دومین جشن فرهنگ جنوب"، آبان ۱۳۸۷[۶]

## داوری جشنواره‌ها
- داوری «چهارمین جشنواره سینمای جوان استان همدان»، مهر ۱۳۶۸
- داوری «پنجمین جشنواره هنری بومی روستا»، خرداد ۱۳۷۰
- مسابقهٔ بین‌المللی جایزه جهانی هنر و نیایش، تهران، ۱۳۸۴
- نخستین جشنواره رسانه گردشگری، تهران، شهریور ۱۳۸۵
- نمایشگاه سالانه عکس ایران (موزه هنرهای معاصر)، تهران، ۱۳۸۵
- هیئت انتخاب و داوری «جشنواره سراسری سراج خراسان»، آذر ۱۳۸۵
- هیئت انتخاب و داوری بخش عکس «جشنواره ملی هنرهای تجسمی مقاومت»، تهران، آذر ۱۳۸۵
- هیئت انتخاب و داوری بخش عکس «نمایشگاه بزرگ هنر عاشورایی»، تهران، اسفند ۱۳۸۵
- هیئت انتخاب و داوری مسابقه سراسری عکس «خرمشهر حماسه مقاومت»، تهران، خرداد ۱۳۸۶
- داوری «جشنواره عکس رضوی»، اهواز، ۱۳۸۶
- نمایشگاه عکس «اعتیاد»، نیروی انتظامی، تهران، ۱۳۸۶
- نمایشگاه عکس «میراث فرهنگی ایران»، تهران، ۱۳۸۶
- نمایشگاه عکس «سالگرد تسخیر خرمشهر»، تهران، ۱۳۸۶
- هیئت انتخاب نمایشگاه عکس «حوادث غیر مترقبه»، سازمان هلال احمر ایران، تهران، ۱۳۸۶
- هیئت انتخاب و داوری اولین «یادواره فیلم و عکس بم»، تهران، تابستان ۱۳۸۶
- مسابقه «نقد عکس» دانشگاه هنر، تهران، آذر ۱۳۸۷
- «نخستین جشنواره بین‌المللی هنرهای تجسمی فجر»، تهران، بهمن ۱۳۸۷
- نخستین جشنواره فرهنگی هنری «شمس‌العماره»، ۱۳۸۹
- دومین جشنواره جهانی «هنر مقاومت»، ۱۳۹۰
- یازدهمین جشنواره «تصویر سال»، تهران، ۱۳۹۲[۷]

## عضویت در انجمن‌ها و گروه‌های حرفه‌ای
- انجمن عکاسان هنری کانادا
- عکاسان بین‌المللی امروز
- سازمان عکاسان غیر وابسته بین‌المللی
- انجمن عکاس کارون، ونکوور، کانادا
- انجمن عکاسان میراث فرهنگی، ایران
- انجمن عکاسان مطبوعات ایران
- انجمن عکاسان بحران، ایران
- انجمن ملی عکاسی ایران
- بنیاد اعتباری حمایت از نویسندگان، روزنامه نگاران و هنرمندان
- مؤسسه توسعه هنرهای تجسمی

## نمایشگاه‌ها
- "شهر ۳۶ میلیونی" دانشگاه هنر، خرداد ۱۳۶۳
- "عاشورا در تهران ۲" مرکز مطالعات و برنامه‌ریزی شهر تهران، خرداد ۱۳۷۴
- "۵۰ روز سیمای تهران (در ایام موشک باران)" مرکز مطالعات و برنامه‌ریزی شهر تهران، ۱۳۷۴
- "یادگارهای تهران قدیم ۱" مرکز مطالعات و برنامه‌ریزی شهر تهران، شهریور ۱۳۷۵
- "یادگارهای تهران قدیم ۲" مرکز مطالعات و برنامه‌ریزی شهر تهران، اردیبهشت ۱۳۷۶
- "اسرا و آزادگان" مرکز مطالعات و برنامه‌ریزی شهر تهران، مرداد ۱۳۷۷
- "عکس هوایی" مرکز مطالعات و برنامه‌ریزی شهر تهران، بهمن ۱۳۷۷
- "بازار بزرگ تهران ۱" مرکز مطالعات و برنامه‌ریزی شهر تهران، بهمن ۱۳۷۸
- "انتخابات در تهران" مرکز مطالعات و برنامه‌ریزی شهر تهران، بهمن ۱۳۷۹
- "بازار بزرگ تهران ۲" مرکز مطالعات و برنامه‌ریزی شهر تهران، شهریور ۱۳۸۱
- "مساجد قدیمی شهر تهران" مرکز مطالعات و برنامه‌ریزی شهر تهران، تیر و مرداد ۱۳۸۲
- "شکوه باغ ایرانی" وزارت مسکن و شهرسازی، مهر ۱۳۸۳
- "هنر عاشورایی" اسفند ۱۳۸۵

نمایشگاه‌های گروهی
- "تجربه‌های عکس" تهران، فروردین ۱۳۶۷
- "دومین نمایشگاه سالانه عکس" موزه هنرهای معاصر، آذر ۱۳۶۷
- "سومین نمایشگاه سالانه عکس" موزه هنرهای معاصر، اسفند ۱۳۶۸
- "عاشورا در تهران ۱" مرکز مطالعات و برنامه‌ریزی شهر تهران، شهریور ۱۳۷۳
- "بهشت گمشده" تهران، آذر ۱۳۷۵
- "ایران، یک انقلاب عکاسی" موزه پاریس، ژوئن تا اوت ۲۰۰۱
- "ایران" تهران، ۱۳۸۱
- "نهمین سالگرد تاسیس خانه عکاسان ایران" آذر ۱۳۸۳
- "نخستین نمایشگاه عکس و پوستر دهه فجر انقلاب اسلامی" اسفند ۱۳۸۵
- "بم؛ ۵ بنای در معرض خطر" ژاپن، ۲۰۰۶
- "بانوی ایرانی"، شهرداری باندوژق، پاریس، آوریل ۲۰۰۸
- "مرثیه ای برای بی گناهی" تهران، مهر ۱۳۹۰
- "ایران مدرن" موزه انجمن آسیا، نیویورک، سپتامبر ۲۰۱۳ تا ژانویه ۲۰۱۴
- "ایران، هنر ناویراسته" موزه هنرهای مدرن پاریس، می تا اوت ۲۰۱۴
- "ایران، هنر ناویراسته" موزه مکسی رم، ایتالیا، ۱۰ دسامبر ۲۰۱۴ تا ۲۹ مارس ۲۰۱۵
- "چهرن زن در هنر معاصر ایران" مرکز ارمنی هنرهای تجربی معاصر (ACCEA)، ایروان، ارمنستان، فروردین ۱۳۹۴

## عکاسی فیلم
- «زندگی و دیگر هیچ»، عباس کیارستمی، ۱۳۷۰
- «درخت گلابی»، داریوش مهرجویی، ۱۳۷۶[۸]

## کارگاه‌های آموزش عکاسی
- کارگاه آموزش عکاسی معماری، دانشگاه شهید چمران